# Rhynchozoon ligulatum
Rhynchozoon ligulatum är en mossdjursart som beskrevs av Gordon och Jean-Loup d'Hondt 1997. Rhynchozoon ligulatum ingår i släktet Rhynchozoon och familjen Phidoloporidae. Inga underarter finns listade i Catalogue of Life.